# Рёнкя, Матти
Матти Рёнкя (фин. Matti Rönkä) — финский писатель и журналист.

## Биография
Окончил Хельсинкский университет. Начал работу на телевидении в 1990 году в качестве редактора новостей. С 2003 года — ведущий дневной новостной передачи на телеканале YLE, в этой роли заменил работавшего на этом посту на протяжении многих лет Арви Линда, переняв его прозвище Suomen ääni («Голос Финляндии»).
Был женат на журналисте Helsingin Sanomat и культурном критике Суви Ахола, имеет троих детей.

## Экранизации
- 2016 — Сувениры из Москвы / Tappajan näköinen mies — по одноимённому роману

## Награды
- 2007 — премия Стеклянный ключ
- 2008 — Deutscher Krimi Preis (3 место)